# Блок Юлії Тимошенко
«Блок Ю́лії Тимоше́нко» (БЮТ) — український політичний альянс, створений у листопаді 2001 року на базі Форуму національного порятунку (ФНП) — громадського об'єднання, що було створено 9 лютого 2001 року за ініціативою Юлії Тимошенко.

## Історія створення
Першочергова мета, яку ставило перед собою об'єднання, — «усунути від влади злочинний режим Кучми». До складу ФНП в різні часи входили Всеукраїнське об'єднання «Батьківщина», Українська республіканська партія «Собор», Українська республіканська партія, Українська консервативна республіканська партія, Українська соціал-демократична партія, Українська християнсько-демократична партія, Патріотична партія та партія Реформи та порядок.

## Політичний курс
Під час збройної агресії Росії проти Грузії 2008 року очільник фракції у Верховній Раді Іван Кириленко відкрито виступив на підтримку російської агресії. Вважається, що ці розбіжності стали однією з причин розвалу «помаранчевої» коаліції НУНС і БЮТ.
У 2010 році, під час голосування у Верховній Раді щодо ратифікації запропонованих Віктором Януковичем Харківських угод БЮТ фактично сприяв їхній ратифікації, саботувавши заздалегідь затверджений опозицією план щодо зриву голосування. Свої голоси за ратифікацію угоди також віддали окремі представники БЮТ та НУНС.
Під час збройної агресії Росії проти України 2014—2017 рр. фракція перебувала і перебуває у неоголошеній опозиції до чинної влади України.

## Вибори до Верховної Ради

### 2002—2005
На парламентських виборах 2002 року БЮТ отримує 7,26 % голосів виборців. У Верховній Раді IV скликання фракція БЮТ була представлена 21-м депутатом.
БЮТ був співорганізатором масштабних протестних акцій «Повстань, Україно!» протягом 2002—2003 років (спільно з СПУ, КПУ, а також «Нашою Україною»).
У 2004 році Блок Юлії Тимошенко та блок Віктора Ющенка «Наша Україна» оголошують про створення коаліції «Сила народу» для підтримки кандидатури Ющенка на виборах Президента у жовтні 2004 року.
27 листопада 2005 відбувся передвиборчий з'їзд БЮТ напередодні парламентських виборів (березень 2006). Голова передвиборчого штабу Олександр Турчинов оголосив, що назва блоку залишається колишньою, але ввійти в нього готові тільки «Батьківщина» та Українська соціал-демократична партія.
7 грудня 2005 року на міжпартійному з'їзді Блоку Юлії Тимошенко в Києві Ю. Тимошенко презентує нову ідеологію Блоку — солідаризм.

### Вибори 2006
На парламентських виборах 2006 року БЮТ отримує 22,29 % голосів (другий результат), отримавши в Верховній Раді V скликання 129 мандатів.
БЮТ участь в переговорах зі створення «помаранчевої» коаліції з Блоком «Наша Україна» та СПУ, проте після рішення останніх про блокування з Партією регіонів та КПУ БЮТ переходить в опозицію.
Результати БЮТ по округах
:
Максимальну підтримку БЮТ одержав у Київській області (44,54 %), Значну підтримку блок мав також на Волині, Центральній та Північній Україні, а також у місті Києві. Мінімальна підтримка у Донецькій області — 2,47 %.

### Вибори 2007 року
На дострокових виборах до ВРУ у 2007 році Блок Юлії Тимошенко зайняв друге місце (після Партії Регіонів), здобувши 30,71 % голосів.
Перша п'ятірка мала такий вигляд:
1. Тимошенко Юлія Володимирівна
2. Турчинов Олександр Валентинович
3. Томенко Микола Володимирович
4. Вінський Йосип Вікентійович
5. Шевченко Андрій Віталійович

Разом з «Народним Союзом — Нашою Україною» БЮТ зайняв більшу частину парламентських місць, що дало обом блокам змогу сформувати коаліцію, до якої пізніше приєднався і Блок Литвина.
Динаміка зростання рейтингу БЮТ

## Місцеві вибори

### Позачергові вибори до Київської міської ради 2008
На позачергових виборах Київської міськради до блоку Юлії Тимошенко увійшли об'єднання «Батьківщина», Українська Соціал-демократична партія та партія «Реформи та порядок». Блок здобув 22,79 % голосів і зайняв 32 зі 120 місць у раді, створивши другу за чисельністю фракцію.

### Вибори 2010 року
Напередодні виборів до місцевих органів влади 2010 року у БЮТі відбулися розколи у київській та львівській обласних організаціях. На вибори політичне крило БЮТ йде як партія «Батьківщина», стрижнем якого вона є, оскільки участь політичних блоків була скасована політичними змінами до Конституції України.